# Wydad AC
Wydad AC, grundad 8 maj 1937, är en fotbollsklubb i Casablanca i Marocko. Klubben spelar säsongen 2021/2022 i Marockos högstadivision, Botola. "Wydad" är ett arabiskt ord för "kärlek".
Som mesta mästare i Botola med 20 titlar och med nio cuptitlar är Wydad den sportsligt mest framgångsrika klubben i Marocko. Klubben har dessutom vunnit afrikanska Champions League vid två tillfällen, vilket är en färre än stadsrivalen Raja Casablanca.

## Meriter i urval

### Nationella
- Botola (21): 1947/1948, 1948/1949, 1949/1950, 1950/1951, 1954/1955, 1956/1957, 1965/1966, 1968/1969, 1975/1976, 1976/1977, 1977/1978, 1985/1986, 1989/1990, 1990/1991, 1992/1993, 2005/2006, 2009/2010, 2014/2015, 2016/2017, 2018/2019, 2020/21
- Marockanska troncupen (9): 1970, 1978, 1979, 1981, 1989, 1994, 1997, 1998, 2001

### Internationella
- Caf Champions League (2): 1992, 2017

## Placering tidigare säsonger
under namnet WAC Casablanca eller Wydad AC (Casablanca).
| Säsong  | Nivå | Liga   | Placering | Referens | Notering |
| ------- | ---- | ------ | --------- | -------- | -------- |
| 2003/04 | 1    | Botola | 4         | [ 5 ]    |          |
| 2004/05 | 1    | Botola | 3         | [ 6 ]    |          |
| 2005/06 | 1    | Botola | 1         | [ 7 ]    | Mästare  |
| 2006/07 | 1    | Botola | 4         | [ 8 ]    |          |
| 2007/08 | 1    | Botola | 7         | [ 9 ]    |          |
| 2008/09 | 1    | Botola | 4         | [ 10 ]   |          |
| 2009/10 | 1    | Botola | 1         | [ 11 ]   | Mästare  |
| 2010/11 | 1    | Botola | 3         | [ 12 ]   |          |
| 2011/12 | 1    | Botola | 3         | [ 13 ]   |          |
| 2012/13 | 1    | Botola | 4         | [ 14 ]   |          |
| 2013/14 | 1    | Botola | 6         | [ 15 ]   |          |
| 2014/15 | 1    | Botola | 1         | [ 16 ]   | Mästare  |
| 2015/16 | 1    | Botola | 2         | [ 17 ]   |          |
| 2016/17 | 1    | Botola | 1         | [ 18 ]   | Mästare  |
| 2017/18 | 1    | Botola | 2         | [ 19 ]   |          |
| 2018/19 | 1    | Botola | 1         | [ 20 ]   | Mästare  |
| 2019/20 | 1    | Botola | 2         | [ 21 ]   | pandemin |
| 2020/21 | 1    | Botola | 1         | [ 22 ]   | Mästare  |
| 2021/22 | 1    | Botola | 1         | [ 23 ]   |          |

## Färger
Wydad AC spelar i vit och röd trikåer, bortastället är vit eller svart.
| WYDAD AC | WYDAD AC |

### Dräktsponsor
- Macron

### Trikåer
|  | ???? · Hemmakit | ???? · Hemmakit | 2021– · Hemmakit | 2021– · Bortaställ | 2021– · Tredjeställ |